# حازه ابوجابر (خيران المحرق)

تعديل مصدري - تعديل

حازه ابوجابر هي إحدى قرى عزلة بنى حملة بمديرية خيران المحرق التابعة لمحافظة حجة، بلغ تعداد سكانها 633 نسمة حسب تعداد اليمن لعام 2004.